# 小椅山水库
小椅山水库，位于中国吉林省通化市辉南县样子哨镇小椅山村、哈拉河上的一座中型水库，始建于1977年，1984年竣工，控制流域面积80.67平方千米。总库容4200万立方米，设计补偿灌溉水田9520公顷，水库发电装机容量1260千瓦，1985年灌溉水田6400公顷。